# Arjun Erigaisi
Arjun Erigaisi (Warangal, Telangana, India, 3 de septiembre de 2003) es un ajedrecista indio. Considerado un prodigio del ajedrez, obtuvo el título de Gran maestro internacional con catorce años, once meses y trece días. En septiembre de 2024 se convirtió en el jugador con mejor calificación Elo de su país, obteniendo tres meses después una puntuación de 2801. Esto le supuso situarse como el decimoquinto ajedrecista con mejor Elo de la historia y el segundo indio en superar los 2800 tras Viswanathan Anand.

## Biografía
Arjun Erigaisi nació el 3 de septiembre de 2003 en Warangal, una localidad india del estado de Telangana. Su padre es neurocirujano y su madre es ama de casa. Comenzó a jugar al ajedrez a los ocho años, una edad relativamente tardía, y comenzó a entrenar con regularidad a los diez años. Los primeros signos de sus capacidades llegaron cuando, con trece años, quedó en segundo lugar en el campeonato mundial sub-14. Poco después de un año, consiguió las normas que necesitaba para ser Gran maestro

## Estilo
El estilo de juego de Erigaisi ha sido descrito como «con garbo». Se trata de un jugador completo y que no pertenece a la generación de jugadores de gran calidad técnica, que se limitan a obtener la perfección informática en todo momento.
En la apertura suele optar por líneas secundarias en lugar de largas líneas teóricas. Aquellas, sin embargo, le proporcionen al menos la igualdad y a partir de ahí despliega su juego.
Por otra parte, su llegada a la élite del ajedrez no se produjo a través de grandes torneos de primer nivel. En su lugar, optó por competir en abiertos y torneos locales alrededor del mundo. Esto le permitió aprender a jugar con dureza contra todo tipo de rivales de alto nivel, llegando a posicionarse como el número tres del mundo en diciembre de 2024.